# Martini Ziekenhuis
Het Martini Ziekenhuis is een ziekenhuis in de stad Groningen. Het ziekenhuis biedt medisch-specialistische zorg, variërend van basiszorg tot complexe behandelingen.

## Topklinisch ziekenhuis
Martini Ziekenhuis is een topklinisch opleidingsziekenhuis. Hier kunnen patiënten terecht voor vaak voorkomende klachten en behandelingen, maar ook voor behandelingen van ziekten of aandoeningen die minder vaak voorkomen, of die ingewikkelder (meer complex) zijn om te behandelen. Het ziekenhuis is het grootste niet-academische opleidingsziekenhuis in Noord-Nederland.
Samen met de 26 andere topklinische ziekenhuizen in Nederland is het aangesloten bij de vereniging Samenwerkende Topklinische Opleidingsziekenhuizen (STZ). De STZ is een platform voor overleg en biedt de aangesloten ziekenhuizen ondersteuning, vooral op het gebied van wetenschappelijk onderzoek en opleidingen. Alle leden van de STZ moeten voldoen aan strenge eisen. Deze criteria worden in ieder geval iedere vijf jaar gecontroleerd.
Sinds 2017 is het voor STZ–ziekenhuizen mogelijk om topklinische expertisecentra te laten erkennen door STZ. Een expertisecentrum kan gericht zijn op een bepaald ziektebeeld, op bepaalde diagnostiek of op een bepaalde behandeling. Het betreft altijd hoog gespecialiseerde en complexe patiëntenzorg. Martini Ziekenhuis heeft 14 door STZ erkende topklinische expertisecentra.

## Martini Academie
Voor het opleiden van zorgprofessionals heeft het Martini Ziekenhuis een leerhuis, de Martini Academie. Daar biedt men onder meer medisch en verpleegkundig specialistische vervolgopleidingen, in samenwerking met het UMCG, de RUG en de hogescholen in Noord-Nederland. Onderdeel van de Martini Academie is het Wetenschappelijk Instituut, dat onderzoekers ondersteunt bij het uitvoeren van wetenschappelijk onderzoek in het ziekenhuis.

## Geschiedenis
Het Martini Ziekenhuis heeft haar oorsprong in de negentiende eeuw, toen zowel het protestantse als het rooms-katholieke deel van de Groningse bevolking zich inzetten voor de oprichting van eigen ziekenhuizen. Het Diakonessenhuis en het Rooms-Katholieke Ziekenhuis (RKZ) boden basiszorg aan de stad en het omliggende platteland. Na een lange samenwerking fuseerden deze ziekenhuizen in 1991 tot het Martini Ziekenhuis. Dit ziekenhuis trad in 1997 toe tot Stichting Topklinische Opleidingsziekenhuizen.
In 2007 verhuisde het Martini Ziekenhuis naar een nieuw gebouw aan de Van Swietenlaan. Het ziekenhuis werd in 2010 onderdeel van de nationale ziekenhuisgroep Santeon, waarmee het samenwerkt met zes andere topklinische ziekenhuizen verspreid door Nederland.

## Kerncijfers over 2024
| gemiddelde verpleegduur           | 4,6 dagen      |
| aantal specialisten               | 31             |
| aantal polikliniekbezoeken        | 401.473        |
| aantal klinische opnamen          | 24.177         |
| aantal patiënten op de SEH        | 31.504         |
| aantal operaties                  | 19.077         |
| patiëntentevredenheid polikliniek | 8,5            |
| geconsolideerde omzet             | € 463 miljoen  |
| geconsolideerd                    | € 12,1 miljoen |
| weerstandsvermogen                | € 26,3 miljoen |
| solvabiliteit                     | 37,9%          |